# Jay Livingston
Jacob Harold Levison (McDonald, Pensilvania, Estados Unidos, 28 de marzo de 1915 - Los Ángeles, California, Estados Unidos, 17 de octubre de 2001), más conocido como Jay Livingston, fue un cantante y compositor estadounidense, conocido principalmente por sus canciones para películas en colaboración con Ray Evans. Él era el autor de la música y Evans de la letra.

## Premios y distinciones
Premios Óscar
| Año  | Categoría              | Canción                                      | Película                      | Resultado |
| ---- | ---------------------- | -------------------------------------------- | ----------------------------- | --------- |
| 1946 | Mejor canción original | «Cat and Canary»                             | Why Girls Leave Home          | Nominado  |
| 1949 | Mejor canción original | «Buttons and Bows»                           | Rostro pálido                 | Ganador   |
| 1951 | Mejor canción original | «Mona Lisa»                                  | Capitán Carey                 | Ganador   |
| 1957 | Mejor canción original | «Whatever Will Be, Will Be (Que Será, Será)» | El hombre que sabía demasiado | Ganador   |
| 1958 | Mejor canción original | «Tammy»                                      | Tammy, la muchacha salvaje    | Nominado  |
| 1959 | Mejor canción original | «Almost in Your Arms»                        | Cintia                        | Nominado  |
| 1965 | Mejor canción original | «Dear Heart»                                 | Querido corazón               | Nominado  |